# Campionati europei di triathlon long distance del 2015
I Campionati europei di triathlon long distance del 2015 (XXII edizione) si sono tenuti a Weymouth in Regno Unito, in data 13 settembre 2015.
Tra gli uomini ha vinto il polacco Marek Jaskolka, mentre la gara femminile è andata alla svedese Camilla Lindholm.

## Risultati

### Élite uomini
| Pos. | Pos.             | Paese       | Nuoto    | Bici     | Corsa    | Totale   |
| ---- | ---------------- | ----------- | -------- | -------- | -------- | -------- |
|      | Marek Jaskolka   | Polonia     | 00:51:37 | 04:48:47 | 02:57:06 | 08:42:32 |
|      | Jaroslav Kovacic | Slovenia    | 00:50:08 | 04:52:49 | 02:58:06 | 08:45:51 |
|      | Sergio Marques   | Portogallo  | 00:57:34 | 04:58:34 | 02:45:19 | 08:46:51 |
| 4    | David Näsvik     | Svezia      | 00:57:42 | 04:45:09 | 03:03:35 | 08:51:38 |
| 5    | Petr Vabrousek   | Rep. Ceca   | 00:00:00 | 00:00:00 | 00:00:00 | 09:01:39 |
| 6    | Stephen Bayliss  | Regno Unito | 00:50:06 | 04:58:18 | 03:17:07 | 09:10:32 |
| 7    | Alexey Brylev    | Russia      | 00:57:22 | 05:02:00 | 03:46:29 | 09:50:59 |

### Élite donne
| Pos. | Pos.             | Paese       | Nuoto    | Bici     | Corsa    | Totale   |
| ---- | ---------------- | ----------- | -------- | -------- | -------- | -------- |
|      | Camilla Lindholm | Svezia      | 01:11:08 | 05:14:41 | 03:10:21 | 09:41:31 |
|      | Victoria Gill    | Regno Unito | 01:07:01 | 05:19:01 | 03:22:19 | 09:53:26 |
|      | Eva Potuckova    | Rep. Ceca   | 00:57:26 | 05:29:57 | 03:34:01 | 10:06:52 |
| 4    | Yvette Grice     | Regno Unito | 00:57:48 | 05:38:09 | 03:28:36 | 10:09:49 |
| 5    | Alena Stevens    | Slovacchia  | 01:05:31 | 05:44:59 | 03:24:19 | 10:20:10 |
| 6    | Vanessa Pereira  | Portogallo  | 01:07:04 | 05:42:14 | 03:31:48 | 10:27:57 |
| 7    | Joanna Carritt   | Regno Unito | 01:09:25 | 05:46:53 | 03:39:35 | 10:40:50 |